# تاجیکی
فارسی تاجیکی (форсии тоҷикӣ) که از آن با نام زبان تاجیکی (забони тоҷикӣ) یا پارسی فَرارودی نیز یاد می‌شود، به گویشی از زبان فارسی گفته می‌شود که در آسیای میانه، به‌ویژه در کشورهای تاجیکستان و ازبکستان گفتگو می‌شود. تاجیکی زبان رسمی تاجیکستان و در کنار فارسی در ایران و فارسی دری در افغانستان یکی از سه گونهٔ رسمی و معیار زبان فارسی است.
چرایی نام گذاری این گویش از زبان پارسی به پارسی فَرارودی این است که در گذشته بیشنیه گویشوران این گویش از پارسی بالاتر (فَراتر) از رود جِیحون (آمودریا) و پایین تر از رود رود سِیحون (سیردریا) زندگی میکردند، بخش بزرگی از تاجیکان که ساکنان استان های بُخارا، سَمَرقَند، سُرخان دَریا، کَشْک دَریا و فَرغانه بودند، پس از  بنیان‌گذاری جمهوری سوسیالیستی اُزبَکِستان شوروی بخشی از ازبکستان شدند و با لابی گری پانترک ها به تاجیکستان نپیوستند که این در زمان شوروی بارها مورد اعتراض تاجیکان قرار گرفت اما بی نتیجه بود، در نتیجه دولت ازبکستان تا به امروز همچنان با ازبک سازی که گونه ای ترک‌سازی پنداشته می‌شود کوشیده و می‌کوشد که پارسی‌زبانان تاجیک را در شهرهای استان‌های نام‌برده، به‌ویژه سمرقند و بخارا ازبک کند، این شهرها ارزش و جایگاه بسیار بالایی در پیشینه و فرهنگ پارسی دارند و به‌عنوان بزرگ‌ترین شهرهای سامانیان نقشی بزرگ در گسترش ادبیات پارسی داشتند.
وام‌واژه‌هایی از زبان‌های روسی و ازبکی وارد فارسی تاجیکی شده‌است و افزون بر این در مواردی تاجیکان برای برخی معنی‌ها و مفهوم‌ها، واژگانی را به کار می‌برند که در ایران بسامد کمتری برای آن مفهوم دارند. برای نمونه در فارسی تاجیکی به «خفاش»، «کورشب پرک»؛ به «فوتبالیست»، «فوتبالباز»؛ به «چای سبز»، «چای کبود»؛ به «بالگرد»، «چرخبال» و به «کتری»، «چای جوش» می‌گویند. با این همه، فارسی تاجیکی به‌سادگی برای ایرانیان و افغانستانی‌ها قابل‌درک است.
فارسی تاجیکی عناصر باستانی زیادی را در واژگان، تلفظ و دستور زبان خود حفظ کرده‌است که بخشی از آن به دلیل انزوای نسبی در کوه‌های آسیای میانه پدید آمده و در دیگر نقاط فارسی‌زبان از بین رفته‌است. در پی تغییر خط در تاجیکستان، زبان فارسی تاجیکی را با الفبای سیریلیک که در آن تغییراتی داده شده‌است، می‌نویسند، که به آن الفبای تاجیکی می‌گویند. مجلس تاجیکستان در سال ۱۳۷۸ (۱۹۹۹ میلادی) با حذف واژهٔ «فارسی»، نام قانونی زبان این کشور را «تاجیکی» اعلام کرد.

## نام
تا سدهٔ نوزدهم، فارسی‌زبانان افغانستان و آسیای میانه برای زبان خویش نام جدایی نداشتند و بدان «فارسی» می‌گفتند. واژهٔ «تاجیک» در فارسی به‌معنای خارجی و بیگانه بوده که ترک‌زبانان از آن برای اشاره به فارسی‌زبانان استفاده می‌کردند (واژه تات نیز از همین ریشه است) و از آن جا این نام برای این گویش فارسی انتخاب شده‌است.
در سال ۱۹۸۹، با رشد ملی‌گرایی در میان تاجیک‌ها قانونی تصویب شد که تاجیکی را زبان دولت اعلام می‌کرد. این قانون همچنین تاجیکی را با فارسی یکسان دانسته و نام زبان را فارسی تاجیکی معرفی می‌کرد و خواستار به‌کارگیری دوبارهٔ خط فارسی شده بود.
در سال ۱۹۹۹، واژهٔ فارسی از قانون زبان کشور حذف شد.

## پیشینه

### تاریخ آغازین
فارسی از زبان کهن‌تر پارسی میانه (یا پهلوی) آمده که آن نیز خود از پارسی باستان سرچشمه گرفته‌است. این دو زبان برخاسته از ناحیهٔ باستانی پارس (استان فارس امروزی در جنوب ایران) هستند. پارسی باستان زبان رسمی شاهنشاهی هخامنشی بود و نوادهٔ آن، پارسی میانه، به‌عنوان زبان رسمی و دینی شاهنشاهی ساسانی درآمد که در این دوران در دیگر سرزمین‌های ایرانی گسترش بسیاری یافت. پس از ورود اسلام به ایران، فارسی وارد دورهٔ نوین شد. به‌گفتهٔ بسیاری از پژوهشگران، زبان فارسی نو در آغاز در فرارود و خراسان که امروزه بخش‌هایی از ایران، افغانستان، تاجیکستان، ازبکستان و ترکمنستان را در بر می‌گیرد، توسعه یافت. گرچه فارسی نو در اصل از تبار پارسی میانه بود، در آن عناصری از زبان‌های ایرانی آسیای میانه همانند سُغدی نیز وجود داشت.
در پی حملهٔ اعراب به ایران در سدهٔ هشتم میلادی، زبان عربی برای دوره‌ای تبدیل به زبان اداری این مناطق شد و فارسی و دیگر زبان‌های ایرانی به حوزه‌های خصوصی محدود شدند. در پِی بنیان‌گذاری دولت سامانی در سدهٔ نهم، که شهرهای بخارا، سمرقند و هرات را دربرداشت، فارسی نو به‌عنوان زبان دَربار پدیدار شد و به‌سرعت جای عربی را گرفت. نفوذ عربی همچنان به شکل خط فارسی که تا سدهٔ بیستم برای نوشتن این زبان استفاده می‌شد و وام‌واژگان بسیار ادامه یافت.
فارسی نو برای سده‌های بسیار به زبان میانجی آسیای میانه تبدیل شد هرچند که در پایان زبان جغتایی در بسیاری از مناطق جایگزین آن شد. از سدهٔ شانزدهم فارسی در آسیای میانه تحت تأثیر فشار فزاینده‌ای از زبان‌های ترکی همسایه قرار گرفت. این زبان که روزی در سرتاسر ترکمنستان، همانند مرو، رایج بود، امروزه عملاً در آن کشور وجود ندارد. ازبکی نیز در بسیاری از مناطق ازبکستان امروزی جایگزین تاجیکی شده‌است. با این وجود تاجیکی هنوز در سمرقند، بخارا، سرخان‌دریا و بسیاری از مناطق تاجیکستان امروزی رایج است.

### دورهٔ روس‌ها

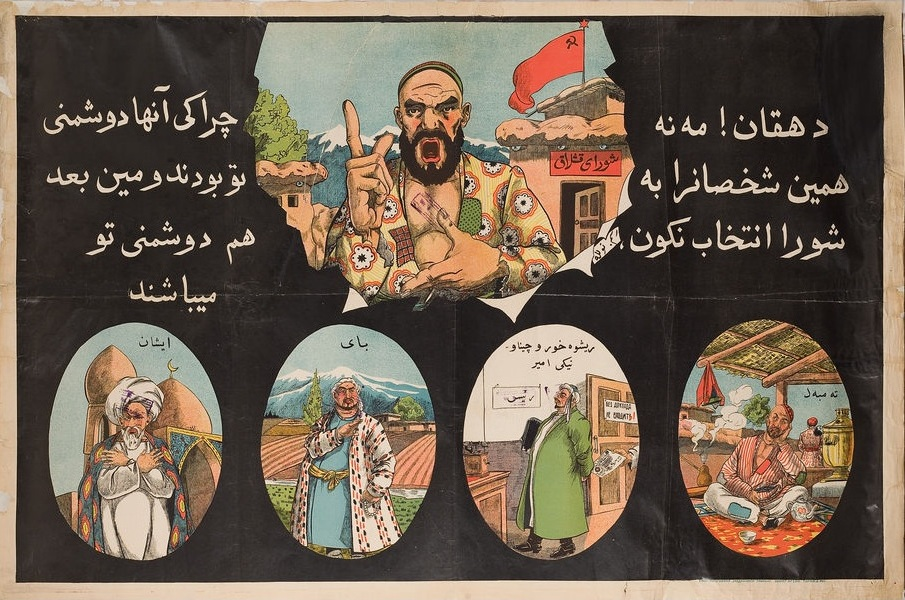
پوستری مربوط به دوران شوروی به فارسی تاجیکی

امپراتوری روسیه در ترکستان غربی سیاست‌های ترک‌سازی را بر تاجیک‌های فرغانه و سمرقند اجرا می‌کرد تا در این مناطق زبان تاجیکی با ازبکی جایگزین شود. هرچند این سیاست‌ها تاکنون بی‌نتیجه مانده‌اند، اما اقلیت‌های بزرگ ازبک‌زبانی در این مناطق که روزی کاملاً فارسی‌زبان بوده‌اند، پدیدار شده‌اند.
بنیان‌گذاری جمهوری شوروی سوسیالیستی تاجیکستان در اتحاد جماهیر شوروی سوسیالیستی در سال ۱۹۲۹ و رسمی شدن فارسی تاجیکی در کنار روسی به این زبان کمک‌های بسیاری کرد. با این حال، تعداد قابل‌توجّهی از تاجیک‌زبانان در خارج از مرزهای جمهوری باقی ماندند، که بیشتر در جمهوری شوروی سوسیالیستی ازبکستان بودند، که باعث ایجاد تنش میان تاجیک‌ها و ازبک‌ها شد. سمرقند و بخارا که مرکز تاریخی بی‌چون‌وچرای فارسی‌زبانان در آسیای میانه بودند، هیچ‌یک در این جمهوری تازه‌تأسیس قرار نگرفتند. پس از بنیان‌گذاری این جمهوری، گروه‌های بزرگی از تاجیکان بدان‌جا، به‌ویژه در ناحیهٔ پایتخت، دوشنبه، مهاجرت کردند و در زندگی سیاسی، فرهنگی و اقتصادی جمهوری نفوذ قابل‌ توجهی یافتند.
تأثیر این مهاجران تاجیک از جمهوری شوروی ازبکستان چنان است که تاجیکی معیار ادبی بیش از آن که بر پایهٔ لهجه‌های مرکزی تاجیکی که بومی منطقهٔ دوشنبه و مناطق پیرامونش باشد، بر پایهٔ گویش‌های شمالی این زبان (سمرقند و بخارا) است و در نتیجه، گویش‌های رایج در منطقه‌ای که پایتخت واقع شده‌است، با فارسی تاجیکی معیار منطبق نیست. برای نمونه، گویش‌های شمالی، و همچنین تاجیکی معیار، واج /ɵ/ دارند، ولی این واج اصلاً در لهجه‌های صحبت شده در منطقه دوشنبه وجود ندارد.

### پس از استقلال
پس از سقوط اتحاد جماهیر شوروی و استقلال تاجیکستان در سال ۱۹۹۱، دولت تاجیکستان تلاش‌های اساسی برای ارتقای کاربرد تاجیکی در تمام زمینه‌های زندگی عمومی و خصوصی انجام داده‌است. تاجیکی در حال به دست آوردن جایگاه خود در میان طبقات بالای کشور است که در گذشته روسی‌سازی‌شده بودند و به نقش خود به‌عنوان زبان بومی بیشتر مردم کشور ادامه می‌دهد. شمار نشریات تاجیکی نیز افزایش یافته‌است. افزایش تماس با رسانه‌های ایران و افغانستان، پس از دهه‌ها انزوای در دوران شوروی نیز در پیشرفت این زبان تأثیر گذاشته‌است.

## پراکندگی جغرافیایی
فارسی‌زبان ملی و رسمی تاجیکستان است که به الفبای سیریلیک تاجیکی نوشته می‌شود. فارسی زبان مادری نزدیک به ۷٫۵ میلیون نفر یا ۸۴٫۳٪ از شهروندان این کشور است. شهرهای بزرگ تاجیکستان شامل دوشنبه (پایتخت)، خُجَند، کولاب، پَنجکَنت، باختر، خاروغ و استروشن همگی فارسی‌زبانند. فارسی در تاجیکستان تا دههٔ ۱۹۲۰ میلادی همانند سایر کشورهای فارسی‌زبان به الفبای فارسی نوشته می‌شد. پس از رخداد انقلاب اکتبر در تاجیکستان گونه‌ای از الفبای لاتین برای نوشتن فارسی معرفی شد که در آوریل ۱۹۲۸، رسماً جای خط فارسی را گرفت. الفبای سیریلیک تاجیکی نیز در اواخر دههٔ ۱۹۳۰ میلادی در جمهوری شوروی سوسیالیستی تاجیکستان رواج یافت و جایگزین الفبای پیشین لاتین شد. پس از سال ۱۹۳۹ میلادی، انتشار آثار به خط فارسی ممنوع اعلام شد.
بر پایهٔ آمار رسمی ازبکستان تاجیک‌ها ۵٪ از جمعیت کل این کشور را شامل می‌شوند. اما آمارهای غیررسمی شمار تاجیکان این کشور را میان ۱۰ تا ۱۲ میلیون نفر یا ۳۰ تا ۴۰ درصد از جمعیت کل کشور برآورد می‌کند. فارسی‌زبانان در ازبکستان بیشتر در دو شهر سمرقند و بخارا و ولایت سرخان‌دریا سکونت دارند؛ هرچند در دیگر مناطق ولایت‌های سمرقند و بخارا و همچنین ولایت‌های قشقه‌دریا، نمنگان، فرغانه و سیردریا نیز به‌طور پراکنده یافت می‌شوند. ریچارد فولتس در برآوردی در سال ۱۹۹۶ زبان ۷۰٪ از اهالی سمرقند و ۹۰٪ از اهالی بخارا را فارسی اعلام کرده‌است. افزون بر سمرقند و بخارا، گروه‌های بزرگ فارسی‌زبان در کاسانسای، چوست، رشتان و ساخ در دره فرغانه، همچنین بورچ‌ملا، آهنگران و باغستان در ولایت تاشکند و افزون بر آن شهرسبز، ترمذ، نخشب، نوایی، کتاب و دره‌های رودهای کافرنهان و چغان‌رود می‌زیند.
جوامع دور از وطن تاجیک‌زبان بسیاری به‌دلیل بی‌ثباتی که در سال‌های کنونی گریبان‌گیر آسیای میانه شده‌است، وجود دارند. شمار زیادی از تاجیک‌زبانان در روسیه، قزاقستان و قرقیزستان یافت می‌شوند. مهاجرت تاجیکان همچنین به‌دلیل اوضاع نابسامان اقتصادی تاجیکستان است و هرساله تقریباً یک میلیون مرد تاجیکستان را به‌منظور کار در روسیه ترک می‌کنند. شمار تاجیکان روسیه بیش از ۱ میلیون نفر برآورد شده‌است.

## واج‌شناسی

### واکه‌ها
جدول زیر شش واکهٔ تاجیکی معیار ادبی را با خط‌های سیریلیک و عربی و تلفظ آن‌ها در الفبای آوانگاری بین‌المللی نشان می‌دهد.
|       | پیشین                    | مرکزی                          | پسین                           |
| ----- | ------------------------ | ------------------------------ | ------------------------------ |
| بسته  | и ی (معروف) ِ (معروف) /i/ |                                | у و (معروف) ُ (معروف) /u/       |
| میانی | е ی (مجهول) ِ (مجهول) /e̞/ | у̊ و (مجهول) ُ (مجهول) */o̞/* /ɵ̞/ | у̊ و (مجهول) ُ (مجهول) */o̞/* /ɵ̞/ |
| باز   | а َ /a/                   | а َ /a/                         | о ا /ɔ/                        |

- در گویش‌های شمالی و ازبکستان صدای «у̊» از /o̞/ سنتی به سمت جلو در دهان به /ɵ̞/ حرکت کرده‌است. در گویش‌های مرکزی و جنوبی صدای «у̊» از /o̞/ سنتی به طرف بالا به /u/ (صدای «у») ادغام شده‌است.[۴۴]

### همخوان‌ها
فارسی تاجیکی دارای ۲۴ همخوان است که ۱۶ تا از آن‌ها در تلفظ جفت ساختاری هستند: [б/п] [в/ф] [д/т] [з/с] [ж/ш] [ҷ/ч] [г/к] [ғ/х]. در جدول زیر همخوان‌های تاجیکی معیار ادبی به خط‌های سیریلیک و عربی و تلفظ آن‌ها در الفبای آوانگاری بین‌المللی آمده‌اند.
|         | لبی             | دندانی/ لثوی              | پسالثوی/ کامی     | نرم‌کامی         | زبانکی          | چاکنایی   |
| ------- | --------------- | ------------------------- | ----------------- | --------------- | --------------- | --------- |
| خیشومی  | м م /m/         | н ن /n/                   |                   | нг نگ /ŋ/       |                 |           |
| انسدادی | п б ب پ /b/ /p/ | т д د ت-ط /d/ /t/         | ч ҷ ج چ /dʒ/ /tʃ/ | к г گ ک /ɡ/ /k/ | қ ق /q/         | ъ ء-ع /ʔ/ |
| سایشی   | ф в و ف /v/ /f/ | с з ز-ذ-ض-ظ س-ص-ث /z/ /s/ | ш ж ژ ش /ʒ/ /ʃ/   |                 | х ғ غ خ /ʁ/ /χ/ | ҳ ه-ح /h/ |
| ناسوده  |                 | л ل /l/                   | й ی /j/           |                 |                 |           |
| لرزشی   |                 | р ر /r/                   |                   |                 |                 |           |

## گویش‌ها
گویش‌های فارسی تاجیکی در چهار دسته دسته‌بندی شده‌اند.
1. گروه شمالی (شمال تاجیکستان، بخارا، سمرقند، قرقیزستان و درّهٔ ورزاب در دوشنبه).[۴۶]
2. گروه مرکزی (ساکنان بالادست رود زرافشان)
3. گروه جنوبی (جنوب و شرق دوشنبه، کولاب و ناحیهٔ رشت)
4. گروه جنوب‌شرقی (درواز و مناطق پیرامون آمودریا در روشان)

گویش یهودیان بخارایی که به نام گویش بخاری شناخته می‌شود به گروه شمالی تعلق دارد. این گویش با دارا بودن واژگان عبری (بیشتر برای اصطلاحات مذهبی) و استفادهٔ تاریخی از الفبای عبری به‌راحتی قابل تشخیص است. با وجود این تفاوت‌ها، بخاری برای دیگر فارسی‌زبانان، به‌ویژه گویشوران گروه شمالی تاجیکی، به‌راحتی قابل‌فهم است.
یک رخداد بسیار مهم در توسعهٔ تاجیکی امروزی، به‌ویژه زبان گفتاری، تمایل به تغییر گرایش گویشی آن است. گویش‌های تاجیکی شمالی، به‌ویژه گویش بخارا و سمرقند، پایه و اساس تاجیکی معیار بودند، در حالی که گویش‌های جنوبی از محبوبیت و ارج کافی برخوردار نبودند. اکنون همهٔ سیاست‌مداران و مقامات دولتی سخنرانی‌های خود را به گویش کولابی انجام می‌دهند که در پخش‌های رادیو و تلویزیونی نیز استفاده می‌شود.

## دستورزبان
دستورزبان فارسیِ تاجیکی بسیار همانند دستور زبان فارسیِ ایران است، مگر در شمار اندکی از ساختارهای دستوری. مهم‌ترین تفاوت میان فارسی تاجیکی و غربی روش ساخت زمان مستمر (ملموس) است که در تاجیکستان معین نامیده می‌شوند. در ایران این زمان با کمک فعل داشتن و در تاجیکستان با فعل ایستادن (истодан) ساخته می‌شود. برای ساخت مضارع معین در تاجیکی صفت مفعولی فعل (بن ماضی + ـه: رفته) به ایستاده (истода) افزوده و در پایان شناسه قرار می‌گیرد. در ماضی معین نیز صفت مفعولی به ایستاده بود (истода буд) افزوده و در نهایت شناسه قرار می‌گیرد. برای نمونه:
| истода-ам               | навишта | нома  | Ман       |
| istoda-am               | navišta | noma  | man       |
| من                      | نامه    | نوشته | ایستاده‌ام |
| 'من دارم نامه می‌نویسم.' |         |       |           |

| истода будам               | рафта | хона | ба   | Ман         |
| istoda budam               | rafta | xona | ba   | man         |
| من                         | به    | خانه | رفته | ایستاده‌بودم |
| 'من داشتم به خانه می‌رفتم.' |       |      |      |             |

### اسم‌ها
اسم‌ها از نظر شمار در فارسی تاجیکی به‌صورت مفرد و جمع هستند. نشانه‌های جمع فارسی تاجیکی نیز ҳо- (-ها) و он- (-ان) (به صورت ён- (-یان)، вон- (وان) و гон- (-گان) اگر واکه‌های خاصی در پایان اسم قرار گیرند) هستند. وقتی اسم در نقش مفعول مستقیم قرار می‌گیرد، بدان ро- (-را) افزوده می‌شود.

## واژگان
تاجیکی از نظر واژگان نسبت به فارسی ایران و افغانستان محافظه‌کارتر است و دربرگیرنده اصطلاحات بی‌شماری است که مدت‌هاست در ایران و افغانستان از بین رفته‌اند، مانند арзиз (ارزیز)، به‌معنی «قلع» و фарбеҳ (فربه)، به‌معنی «چاق». بیشتر وام‌واژگان نوین تاجیکی در نتیجه موقعیت تاجیکستان در اتحاد جماهیر شوروی از روسی آمده‌اند. اکثر قریب به اتفاق این وام‌واژگان در زمینه‌های اقتصادی، اجتماعی، فناوری و دولتی هستند. ورود این وام‌واژگان تا حد زیادی به سبب سیاست مدرن‌سازی شوروی و پیروی همه زبان‌ها از روسی برای دستیابی به یک کشور کمونیستی توجیه می‌شود. افزون بر روسی، وام‌واژگان تاجیکی همچنین از زبان همسایهٔ ازبکی و همانند فارسی غربی و دیگر زبان‌های کشورهای اسلامی از عربی نیز می‌آید. از اواخر دههٔ ۱۹۸۰، تلاش شده‌است تا وام‌واژگان با برابرهای بومی جایگزین شوند که این کار با احیای اصطلاحات قدیمی یا ساخت اصطلاحات تازه انجام می‌شود. بسیاری از اصطلاحات ساخته‌شده برای اقلام مدرن همانند гармкунак (گرم‌کُنَک)، به‌معنای «کیسهٔ آب گرم» و чангкашак (چنگ‌کِشَک)، به‌معنی «جارو برقی» با برابرهای افغانستانی و ایرانی آن‌ها متفاوت است.

## نوشتار

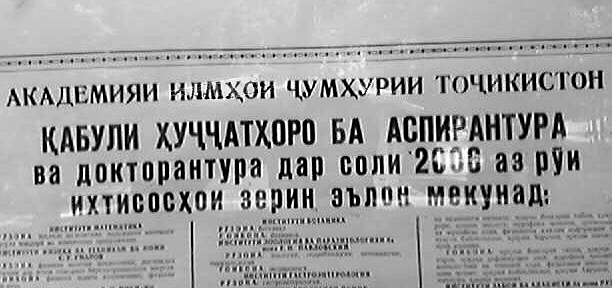
روزنامه‌ای به الفبای سیریلیک تاجیکی

فارسی تاجیکی امروزه در تاجیکستان و دیگر کشورهای اتحاد جماهیر شوروی سوسیالیستی سابق به گونه‌ای از الفبای سیریلیک نوشته می‌شود. تا سال ۱۹۲۸ در تاجیکستان امروزی تنها از خط فارسی برای نوشتن این زبان استفاده می‌شد. در نتیجهٔ سیاست‌های شوروی در این سال گونه‌ای از الفبای لاتین برای نوشتن تاجیکی ابداع شد که در سال ۱۹۳۹ با الفبای سیریلیک کنونی جایگزین شد. الفبای تاجیکی دارای شش حرف اضافی نسبت به روسی برای نشان دادن حروف ویژهٔ این زبان است.
| Нн | Мм | Лл | Ққ | Кк | Йй | Ӣӣ | Ии | Зз | Жж | Ёё | Ее | Дд | Ғғ | Гг | Вв | Бб | Аа |
|    | Яя | Юю | Ээ | Ъъ | Шш | Ҷҷ | Чч | Ҳҳ | Хх | Фф | Ӯӯ | Уу | Тт | Сс | Рр | Пп | Оо |

### تغییر خط در تاجیکستان
یکی از دلایل دور شدن فارسی تاجیکی از زبان فارسی در دیگر کشورهای فارسی‌زبان استفاده از خط سیریلیک برای نگارش این زبان است. در زمان حکومت شوروی ابتدا خط فارسی به لاتین و سپس سیریلیک (روسی) تغییر داده شد و مردم تاجیکستان از ارتباط با سایر همزبانان خود ناتوان شدند. البته تلاش‌هایی در تاجیکستان برای بازگشت به خط فارسی وجود دارد اما ارادهٔ سیاسی مقامات این کشور بر عدم بازگشت به خط فارسی استوار است.

## متن نمونه
| فارسی | سیریلیک | لاتین |
| --- | --- | --- |
| تمام آدمان آزاد به دنیا می‌آیند و از لحاظ منزلت و حقوق با هم برابرند. همه صاحب عقل و وجدانند، باید نسبت به یکدیگر برادروار مناسبت نمایند.‎ | Тамоми одамон озод ба дунё меоянд ва аз лиҳози манзилату ҳуқуқ бо ҳам баробаранд. Ҳама соҳиби ақлу виҷдонанд, бояд нисбат ба якдигар бародарвор муносабат намоянд. | Tamomi odamon ozod ba dunjo meojand va az lihozi manzilatu huquq bo ham barobarand. Hama sohibi aqlu viçdonand, bojad nisbat ba jakdigar barodarvor munosabat namojand. |